# 三海子
三海子是一个位于中国内蒙古自治区巴彦淖尔盟的淡水湖，面积约为2平方千米，属于蒙新高原区。它的一级流域为黄河流域，二级流域为黄河干流水系。